# Afromevesia lucida
Afromevesia lucida là một loài tò vò trong họ Ichneumonidae.